# Lista de prémios e indicações recebidos por Britney Spears
Britney Spears é uma cantora, compositora, dançarina, autora, atriz e empresária estadunidense. Britney começou sua carreira ainda na infância, participando de concursos, comerciais e eventos locais, avançando para o programa de talentos Star Search, o musical Off-Broadway "Ruthless!" e posteriormente integrou o elenco do Mickey Mouse Club da Disney. Na música, lançou seu primeiro single em 1998, aos dezesseis anos. Seu primeiro álbum foi lançado em 1999 através da Jive Records, gravadora da qual fez parte até o final de 2011, quando trocou para a RCA Records. Em sua música, já utilizou influências de pop, dance, teen pop, hip hop, dubstep, R&B, EDM, disco e synth-pop. No cinema e televisão, atuou nos gêneros comédia, aventura, drama, romance e amadurecimento.
Spears vendeu mais de 140 milhões de álbuns mundialmente, arrecadou mais de 2 bilhões de dólares com sua linha de perfumes e emplacou 14 músicas no Top 10 da Billboard Hot 100, sendo 9 no Top 5 e 5 no topo, e é considerada a Princesa do Pop. Em 1999, foi a maior vencedora da noite nos Billboard Music Awards e MTV Europe Music Awards. Em 2000, entrou pela primeira vez no Guinness World Records com dois recordes, seus primeiros de um total de sete. Em 2002, recebeu o prêmio "Barbie" da Mattel por seu impacto na imagem da boneca, um prêmio especial da Neil Bogart Memorial Fund por sua instituição de caridade "Britney Spears Foundation" e foi eleita a celebridade mais poderosa do mundo pela Forbes, ocupando dez anos depois o topo da lista de artistas femininas mais bem pagas da mesma, em 2012. Em 2003, se tornou a pessoa mais jovem a ser honrada com uma estrela na Calçada da Fama, aos vinte e um anos, e recebeu o prêmio "Mulher do Ano" no Glamour Awards, além do prêmio "Primeira Dama" no TRL da MTV. Em 2004, liderou a lista de mulheres mais sexys do mundo pela FHM. Ao longo de sua carreira, recebeu oito indicações ao Grammy Awards, vencendo uma em 2005. Em 2006, foi representada dando a luz ao seu primeiro filho em uma escultura de Daniel Edwards. Em 2008, foi a maior vencedora da noite nos MTV Video Music Awards e MTV Europe Music Awards. Em 2009, venceu o Ultimate Choice Award no Teen Choice Awards por sua carreira e domínio da década de 2000. 
Em 2011, se tornou a artista mais indicada e a maior vencedora da categoria Melhor Vídeo Pop no MTV Video Music Awards, onde também recebeu o Michael Jackson Video Vanguard Award em homenagem à sua videografia, se tornando a terceira artista feminina a vencer o prêmio e a primeira em 21 anos, desde seus ídolos Janet Jackson em 1990 e Madonna em 1986. Em 2012, teve sua assinatura e mãos eternizadas no concreto do TCL Chinese Theatre e seu álbum Blackout introduzido ao acervo musical do Rock and Roll Hall of Fame. Em 2014, foi premiada pela Variety como uma "entertainer de bilhões de dólares". Em 2015, recebeu o Candie's Choice Style Icon Award no Teen Choice Awards por sua influência na moda. Em 2016, venceu o Icon Award pela Music Choice, o prêmio Artist Saga no MTV Italian Music Awards, foi eleita a "Mulher do Ano" pelo The Sun e se tornou apenas a terceira pessoa a vencer o Billboard Millennium Award no Billboard Music Awards. Em 2017, venceu o primeiro Icon Award da história do Radio Disney Music Awards e foi a maior vencedora do People's Choice Awards. Em 2018, recebeu o Vanguard Award no GLAAD Media Awards por seu impacto e apoio à comunidade LGBT. A partir de 2019, o Movimento Free Britney trouxe atenção para seus problemas pessoais, originando os documentários do The New York Times "Framing Britney Spears" e "Controlling Britney Spears", ambos indicados ao Emmy. 
Em 2021, foi escolhida pelos leitores da TIME Magazine como a pessoa mais influente do ano, entrando também para a lista oficial das 100 pessoas mais influentes do mundo, na seção Ícones com artigo escrito por sua amiga Paris Hilton. Em 2023, a sua fragrância "Fantasy" entrou para o Hall da Fama do FiFi Awards, a principal premiação de perfumes.

## Amadeus Austrian Music Awards
| Ano  | Recipiente     | Categoria                         | Resultado |
| ---- | -------------- | --------------------------------- | --------- |
| 2000 | Britney Spears | Revelação Internacional do Ano    | Venceu    |
| 2001 | Britney Spears | Artista Internacional de Pop/Rock | Indicado  |

## American Music Awards
| Ano  | Recipiente             | Categoria                             | Resultado |
| ---- | ---------------------- | ------------------------------------- | --------- |
| 2000 | ...Baby One More Time  | Álbum de Pop/Rock Favorito            | Indicado  |
| 2000 | Britney Spears         | Novo Artista de Pop/Rock Favorito     | Venceu    |
| 2000 | Britney Spears         | Artista Feminina de Pop/Rock Favorita | Indicado  |
| 2001 | Britney Spears         | Artista Feminina de Pop/Rock Favorita | Indicado  |
| 2001 | Britney Spears         | Artista do Ano                        | Indicado  |
| 2001 | Oops!...I Did It Again | Álbum de Pop/Rock Favorito            | Indicado  |

## APRA Music Awards
| Ano  | Recipiente            | Categoria                             | Resultado |
| ---- | --------------------- | ------------------------------------- | --------- |
| 2000 | ...Baby One More Time | Trabalho Estrangeiro Mais Reproduzido | Indicado  |

## ASCAP Pop Music Awards
| Ano  | Recipiente                     | Categoria                 | Resultado |
| ---- | ------------------------------ | ------------------------- | --------- |
| 2000 | ...Baby One More Time          | Canções Mais Reproduzidas | Venceu    |
| 2001 | Oops!...I Did It Again         | Canções Mais Reproduzidas | Venceu    |
| 2005 | Toxic                          | Canções Mais Reproduzidas | Venceu    |
| 2010 | Womanizer                      | Canções Mais Reproduzidas | Venceu    |
| 2010 | Circus                         | Canções Mais Reproduzidas | Venceu    |
| 2012 | S&M (Remix) (com Rihanna)      | Canções Mais Reproduzidas | Venceu    |
| 2012 | Till the World Ends            | Canções Mais Reproduzidas | Venceu    |
| 2012 | I Wanna Go                     | Canções Mais Reproduzidas | Venceu    |
| 2014 | Scream & Shout (com will.i.am) | Canções Mais Reproduzidas | Venceu    |

## Bambi Awards
| Ano  | Recipiente     | Categoria                            | Resultado |
| ---- | -------------- | ------------------------------------ | --------- |
| 2008 | Britney Spears | Melhor Performance Pop Internacional | Venceu    |

## Best of Las Vegas
| Ano  | Recipiente           | Categoria                             | Resultado |
| ---- | -------------------- | ------------------------------------- | --------- |
| 2015 | Britney: Piece of Me | Melhor Show no Geral                  | Venceu    |
| 2015 | Britney: Piece of Me | Melhor Festa de Despedida de Solteira | Venceu    |
| 2016 | Britney: Piece of Me | Melhor Festa de Despedida de Solteira | Indicado  |
| 2016 | Britney: Piece of Me | Melhor Festa de Despedida de Solteiro | Indicado  |
| 2016 | Britney Spears       | Melhor Cantor/Músico                  | Venceu    |
| 2016 | Britney Spears       | Melhor Performer Residente            | Venceu    |
| 2017 | Britney Spears       | Melhor Performer Residente            | Venceu    |
| 2017 | Britney: Piece of Me | Melhor Festa de Despedida de Solteira | Venceu    |
| 2017 | Britney: Piece of Me | Melhor Festa de Despedida de Solteiro | Venceu    |
| 2017 | Britney: Piece of Me | Melhor Produção                       | Venceu    |

## Billboard Music Awards
| Ano  | Recipiente                         | Categoria                                                                       | Resultado |
| ---- | ---------------------------------- | ------------------------------------------------------------------------------- | --------- |
| 1999 | ...Baby One More Time              | Top Álbum da Billboard 200                                                      | Indicado  |
| 1999 | Britney Spears                     | Top Artista da Billboard 200                                                    | Indicado  |
| 1999 | Britney Spears                     | Artista do Ano                                                                  | Indicado  |
| 1999 | Britney Spears                     | Artista de Singles do Ano                                                       | Venceu    |
| 1999 | Britney Spears                     | Artista de Álbuns do Ano                                                        | Venceu    |
| 1999 | Britney Spears                     | Top Artista Feminina                                                            | Venceu    |
| 1999 | Britney Spears                     | Top Artista Revelação                                                           | Venceu    |
| 2000 | Britney Spears                     | Top Artista Feminina                                                            | Indicado  |
| 2000 | Britney Spears                     | Top Artista da Billboard 200                                                    | Indicado  |
| 2000 | Britney Spears                     | Artista de Álbuns do Ano                                                        | Venceu    |
| 2000 | Oops!...I Did It Again             | Top Álbum da Billboard 200                                                      | Indicado  |
| 2000 | Oops!...I Did It Again             | Prêmio Especial por Maior Vendagem Semanal na História por uma Artista Feminina | Venceu    |
| 2001 | Britney Spears                     | Artista Feminina de Álbuns do Ano                                               | Indicado  |
| 2004 | Britney Spears                     | Artista Feminina de Álbuns do Ano                                               | Indicado  |
| 2004 | Britney Spears                     | Top Artista Feminina                                                            | Indicado  |
| 2004 | Britney Spears                     | Top Artista do Top 40 da Rádio Mainstream                                       | Indicado  |
| 2004 | Britney Spears                     | Top Artista Feminina da Hot 100 do Ano                                          | Indicado  |
| 2004 | Me Against the Music (com Madonna) | Top Single Dance Mais Vendido do Ano                                            | Venceu    |
| 2012 | Till the World Ends                | Top Canção Dance/Eletrônica                                                     | Indicado  |
| 2012 | Britney Spears                     | Top Artista Dance                                                               | Indicado  |
| 2016 | Britney Spears                     | Billboard Millennium Award                                                      | Venceu    |
| 2023 | Hold Me Closer (com Elton John)    | Top Canção Dance/Eletrônica                                                     | Indicado  |

## Blockbuster Entertainment Awards
| Ano  | Recipiente             | Categoria                      | Resultado |
| ---- | ---------------------- | ------------------------------ | --------- |
| 2000 | Britney Spears         | Nova Artista Feminina Favorita | Indicado  |
| 2000 | ...Baby One More Time  | Álbum Favorito                 | Indicado  |
| 2001 | Oops!...I Did It Again | Álbum Favorito                 | Indicado  |
| 2001 | Britney Spears         | Artista Favorita do Ano        | Indicado  |
| 2001 | Britney Spears         | Artista Pop Feminina Favorita  | Venceu    |

## BMI Awards
| Ano  | Recipiente                    | Categoria                                   | Resultado |
| ---- | ----------------------------- | ------------------------------------------- | --------- |
| 2000 | Sometimes                     | Canções Vencedoras                          | Venceu    |
| 2001 | (You Drive Me) Crazy          | Canções Vencedoras                          | Venceu    |
| 2005 | Follow Me (da série Zoey 101) | Melhor Música-Tema de Programa de Televisão | Venceu    |
| 2010 | Circus                        | Canções Vencedoras                          | Venceu    |
| 2011 | 3                             | Canções Vencedoras                          | Venceu    |
| 2012 | Till the World Ends           | Canções Vencedoras                          | Venceu    |
| 2013 | Hold It Against Me            | Canções Vencedoras                          | Venceu    |
| 2013 | I Wanna Go                    | Canções Vencedoras                          | Venceu    |

## Bravo Otto
| Ano  | Recipiente     | Categoria               | Resultado |
| ---- | -------------- | ----------------------- | --------- |
| 1999 | Britney Spears | Melhor Cantora Feminina | Venceu    |
| 2000 | Britney Spears | Melhor Cantora Feminina | Venceu    |
| 2001 | Britney Spears | Melhor Cantora Feminina | Indicado  |
| 2008 | Britney Spears | Melhor Cantora Feminina | Indicado  |

## BreakOut Awards
| Ano  | Recipiente             | Categoria       | Resultado |
| ---- | ---------------------- | --------------- | --------- |
| 2021 | Movimento Free Britney | BreakOut do Ano | Venceu    |

## Brit Awards
| Ano  | Recipiente     | Categoria                           | Resultado |
| ---- | -------------- | ----------------------------------- | --------- |
| 2000 | Britney Spears | Melhor Revelação Internacional      | Indicado  |
| 2000 | Britney Spears | Artista Solo Feminina Internacional | Indicado  |
| 2001 | Britney Spears | Artista Solo Feminina Internacional | Indicado  |
| 2001 | Britney Spears | Melhor Artista Pop                  | Indicado  |

## Calçada da Fama
| Ano  | Recipiente     | Categoria           | Resultado |
| ---- | -------------- | ------------------- | --------- |
| 2003 | Britney Spears | Estrela Fonográfica | Venceu    |

## Capital FM
| Ano  | Recipiente     | Categoria                               | Resultado |
| ---- | -------------- | --------------------------------------- | --------- |
| 2000 | Britney Spears | Artista Feminina Internacional Favorita | Venceu    |

## CD:UK
| Ano  | Recipiente     | Categoria      | Resultado |
| ---- | -------------- | -------------- | --------- |
| 2000 | Britney Spears | Melhor Cantora | Venceu    |

## Channel [V] Thailand Music Video Awards
| Ano  | Recipiente                         | Categoria                                   | Resultado |
| ---- | ---------------------------------- | ------------------------------------------- | --------- |
| 2002 | I'm a Slave 4 U                    | Vídeo Musical Internacional Mais Popular    | Venceu    |
| 2004 | Me Against the Music (com Madonna) | Escolha dos Telespectadores Tailandeses     | Venceu    |
| 2004 | Britney Spears                     | Artista Feminina Internacional Mais Popular | Venceu    |
| 2011 | Britney Spears                     | Artista Feminina Internacional Mais Popular | Indicado  |

## Cosmopolitan Ultimate Women of the Year Awards
| Ano  | Recipiente     | Categoria                           | Resultado |
| ---- | -------------- | ----------------------------------- | --------- |
| 2002 | Britney Spears | Mulher Divertida e Destemida do ano | Venceu    |
| 2008 | Britney Spears | Estrela de Retorno                  | Venceu    |

## Danish Music Awards
| Ano  | Recipiente     | Categoria                      | Resultado |
| ---- | -------------- | ------------------------------ | --------- |
| 2000 | Britney Spears | Revelação Internacional do Ano | Venceu    |

## Echo Awards
| Ano  | Recipiente     | Categoria                                | Resultado |
| ---- | -------------- | ---------------------------------------- | --------- |
| 2000 | Britney Spears | Revelação Internacional do Ano           | Indicado  |
| 2000 | Britney Spears | Artista Internacional de Pop/Rock do Ano | Indicado  |
| 2001 | Britney Spears | Artista Internacional de Pop/Rock do Ano | Venceu    |
| 2001 | Lucky          | Single Pop/Rock Internacional do Ano     | Indicado  |

## Electronic Dance Music Awards
| Ano  | Recipiente                        | Categoria                   | Resultado |
| ---- | --------------------------------- | --------------------------- | --------- |
| 2023 | Hold Me Closer (com Elton John)   | Canção Dance do Ano (Rádio) | Indicado  |
| 2023 | Hold Me Closer (Joel Corry Remix) | Remix do Ano                | Venceu    |

## Emma Awards
| Ano  | Recipiente     | Categoria                  | Resultado |
| ---- | -------------- | -------------------------- | --------- |
| 2000 | Britney Spears | Artista Estrangeira do Ano | Indicado  |
| 2010 | Britney Spears | Artista Estrangeira do Ano | Indicado  |

## FHM
| Ano  | Recipiente     | Categoria                              | Resultado |
| ---- | -------------- | -------------------------------------- | --------- |
| 1999 | Britney Spears | Mulheres Mais Sexys do Mundo           | 16° lugar |
| 2000 | Britney Spears | Mulheres Mais Sexys do Mundo           | 2° lugar  |
| 2001 | Britney Spears | Mulheres Mais Sexys do Mundo           | 3° lugar  |
| 2002 | Britney Spears | Mulheres Mais Sexys do Mundo           | 3° lugar  |
| 2003 | Britney Spears | Mulheres Mais Sexys do Mundo           | 3° lugar  |
| 2004 | Britney Spears | Mulheres Mais Sexys do Mundo           | 1° lugar  |
| 2004 | Britney Spears | Mulheres Mais Sexys da Década          | 9° lugar  |
| 2005 | Britney Spears | Mulheres Mais Sexys do Mundo           | 6° lugar  |
| 2007 | Britney Spears | Mulheres Mais Sexys do Mundo           | 54° lugar |
| 2008 | Britney Spears | Mulheres Mais Sexys do Mundo           | 31° lugar |
| 2009 | Britney Spears | Mulheres Mais Sexys do Mundo           | 4° lugar  |
| 2010 | Britney Spears | Mulheres Mais Sexys do Mundo           | 44° lugar |
| 2011 | Britney Spears | Mulheres Mais Sexys do Mundo           | 25° lugar |
| 2012 | Britney Spears | Mulheres Mais Sexys do Mundo           | 59° lugar |
| 2013 | Britney Spears | Mulheres Mais Sexys do Mundo           | 85° lugar |
| 2014 | Britney Spears | Mulheres Mais Sexys do Mundo           | 59° lugar |
| 2014 | Britney Spears | Mulheres Mais Sexys de Todos os Tempos | 4° lugar  |
| 2015 | Britney Spears | Mulheres Mais Sexys do Mundo           | 12° lugar |

## FiFi Awards
| Ano  | Recipiente               | Categoria                            | Resultado |
| ---- | ------------------------ | ------------------------------------ | --------- |
| 2005 | Curious                  | Melhor Perfume Feminino              | Venceu    |
| 2005 | Curious                  | CosmoGirl! - Luxo Feminino           | Indicado  |
| 2006 | Fantasy                  | Fragrância do Ano - Luxo Feminino    | Indicado  |
| 2011 | Radiance                 | Melhor Embalagem Feminina do Ano     | Indicado  |
| 2016 | Fantasy Initmate Edition | Fragrância do Ano - Popular Feminina | Indicado  |
| 2019 | Prerogative              | Fragrância do Ano - Popular Feminina | Indicado  |
| 2019 | Prerogative              | Campanha das Redes Sociais do Ano    | Indicado  |
| 2023 | Fantasy                  | Hall da Fama                         | Venceu    |

## Forbes
| Ano  | Recipiente     | Categoria                            | Resultado  |
| ---- | -------------- | ------------------------------------ | ---------- |
| 2001 | Britney Spears | Celebridades Mais Poderosas do Mundo | 4° lugar   |
| 2002 | Britney Spears | Celebridades Mais Poderosas do Mundo | 1° lugar   |
| 2009 | Britney Spears | Celebridades Mais Poderosas do Mundo | 13° lugar  |
| 2010 | Britney Spears | Celebridades Mais Poderosas do Mundo | 6° lugar   |
| 2012 | Britney Spears | Celebridades Mais Poderosas do Mundo | 6° lugar   |
| 2015 | Britney Spears | Celebridades Mais Poderosas do Mundo | 82° lugar  |
| 2016 | Britney Spears | Celebridades Mais Poderosas do Mundo | 100° lugar |
| 2017 | Britney Spears | Celebridades Mais Poderosas do Mundo | 91° lugar  |

## Fryderyk
| Ano  | Recipiente | Categoria                           | Resultado |
| ---- | ---------- | ----------------------------------- | --------- |
| 2010 | Womanizer  | Canção Digital Internacional do Ano | Venceu    |

## Gaffa Awards
| Ano  | Recipiente     | Categoria                             | Resultado |
| ---- | -------------- | ------------------------------------- | --------- |
| 1999 | Britney Spears | Revelação Internacional do Ano        | Venceu    |
| 2008 | Britney Spears | Melhor Artista Internacional Feminina | Indicado  |

## Gaygalan Awards
| Ano  | Recipiente | Categoria                   | Resultado |
| ---- | ---------- | --------------------------- | --------- |
| 2005 | Toxic      | Canção Internacional do Ano | Venceu    |

## GLAAD Media Awards
| Ano  | Recipiente     | Categoria            | Resultado |
| ---- | -------------- | -------------------- | --------- |
| 2018 | Britney Spears | GLAAD Vanguard Award | Venceu    |

## Glammy Awards
| Ano  | Recipiente | Categoria        | Resultado |
| ---- | ---------- | ---------------- | --------- |
| 2006 | Curious    | Melhor Fragância | Venceu    |
| 2007 | Curious    | Melhor Fragância | Venceu    |
| 2008 | Curious    | Melhor Fragância | Venceu    |
| 2009 | Curious    | Melhor Fragância | Venceu    |
| 2010 | Curious    | Melhor Fragância | Venceu    |

## Glamour Awards
| Ano  | Recipiente     | Categoria     | Resultado |
| ---- | -------------- | ------------- | --------- |
| 2003 | Britney Spears | Mulher do Ano | Venceu    |

## Goodreads Choice Awards
| Ano  | Recipiente      | Categoria            | Resultado |
| ---- | --------------- | -------------------- | --------- |
| 2023 | A Mulher em Mim | Melhor Autobiografia | Venceu    |

## Grammy Awards
| Ano  | Recipiente             | Categoria                             | Resultado |
| ---- | ---------------------- | ------------------------------------- | --------- |
| 2000 | Britney Spears         | Artista Revelação                     | Indicado  |
| 2000 | ...Baby One More Time  | Melhor Performance Pop Vocal Feminina | Indicado  |
| 2001 | Oops!...I Did It Again | Melhor Performance Pop Vocal Feminina | Indicado  |
| 2001 | Oops!...I Did It Again | Melhor Álbum Pop Vocal                | Indicado  |
| 2003 | Britney                | Melhor Álbum Pop Vocal                | Indicado  |
| 2003 | Overprotected          | Melhor Performance Pop Vocal Feminina | Indicado  |
| 2005 | Toxic                  | Melhor Gravação Dance                 | Venceu    |
| 2010 | Womanizer              | Melhor Gravação Dance                 | Indicado  |

## Groovevolt Fashion & Music Awards
| Ano  | Recipiente     | Categoria                       | Resultado |
| ---- | -------------- | ------------------------------- | --------- |
| 2005 | Britney Spears | Artista Mais Estilosa           | Venceu    |
| 2005 | In the Zone    | Melhor Álbum Feminino           | Venceu    |
| 2005 | Everytime      | Melhor Performance Pop Feminina | Venceu    |
| 2005 | Toxic          | Vídeo do Ano                    | Venceu    |

## Guinness World Records
| Ano  | Recipiente             | Categoria | Resultado |
| ---- | ---------------------- | --- | --------- |
| 2000 | Oops!...I Did It Again | Álbum que Vendeu Mais Rápido por uma Artista Feminina Norte-Americana - 1.3 milhão de cópias em uma semana                     | Venceu    |
| 2000 | Britney Spears         | Maior Número de #1's no UK por Artista Adolescente - 3 músicas no topo                                                         | Venceu    |
| 2001 | Britney Spears         | Artista Adolescente que Mais Vendeu no Mundo - 37 milhões de álbuns antes dos 20 anos                                          | Venceu    |
| 2002 | Pepsi Generation       | Comercial de Televisão Mais Caro - 8.1 milhões de dólares                                                                      | Venceu    |
| 2003 | Britney Spears         | Melhor Início de Carreira na Billboard 200 por uma Artista Feminina - primeira artista a debutar seus 4 primeiros álbuns em #1 | Venceu    |
| 2008 | Britney Spears         | Artista Feminina Mais Jovem a Conseguir 5 álbuns em #1 nos Estados Unidos - 27 anos                                            | Venceu    |
| 2013 | ...Baby One More Time  | Álbum Mais Vendido por um Artista Solo Adolescente - 14 milhões de cópias nos EUA                                              | Venceu    |

## Hollywood Beauty Awards
| Ano  | Recipiente       | Categoria         | Resultado |
| ---- | ---------------- | ----------------- | --------- |
| 2018 | Fantasy in Bloom | Fragrância do Ano | Venceu    |

## Honras Estaduais
| Ano  | Recipiente     | Categoria                                                                    | Resultado |
| ---- | -------------- | ---------------------------------------------------------------------------- | --------- |
| 1993 | Britney Spears | 24 de Abril - Dia da Britney Spears em Kentwood, Luisiana                    | Venceu    |
| 1999 | Britney Spears | 10 de Julho - Dia da Britney Spears em Tangipahoa Parish, Luisiana           | Venceu    |
| 2000 | Britney Spears | Chave do Condado de Camden, Nova Jérsia                                      | Venceu    |
| 2003 | Britney Spears | 17 de Novembro - Dia da Britney Spears em Hollywood, Los Angeles, Califórnia | Venceu    |
| 2011 | Britney Spears | 29 de Março - Dia da Britney Spears em São Francisco, Califórnia             | Venceu    |
| 2014 | Britney Spears | 5 de Novembro - Dia da Britney Spears em Las Vegas, Nevada                   | Venceu    |
| 2014 | Britney Spears | Chave da Cidade de Las Vegas, Nevada                                         | Venceu    |

## iHeartRadio Music Awards
| Ano  | Recipiente   | Categoria    | Resultado |
| ---- | ------------ | ------------ | --------- |
| 2017 | Britney Army | Melhores Fãs | Indicado  |

## International Dance Music Awards
| Ano  | Recipiente                         | Categoria               | Resultado |
| ---- | ---------------------------------- | ----------------------- | --------- |
| 2003 | Me Against the Music (com Madonna) | Melhor Vídeo Musical    | Indicado  |
| 2003 | Me Against the Music (com Madonna) | Melhor Canção Dance Pop | Indicado  |
| 2005 | Toxic                              | Melhor Canção Dance Pop | Indicado  |
| 2005 | Britney Spears                     | Melhor Artista Solo     | Indicado  |
| 2008 | Britney Spears                     | Melhor Artista Solo     | Indicado  |
| 2008 | Gimme More                         | Melhor Canção Dance Pop | Indicado  |
| 2009 | Womanizer                          | Melhor Canção Dance Pop | Indicado  |
| 2009 | Womanizer                          | Melhor Vídeo Musical    | Indicado  |
| 2009 | Britney Spears                     | Melhor Artista Solo     | Indicado  |
| 2010 | Britney Spears                     | Melhor Artista Solo     | Indicado  |
| 2010 | 3                                  | Melhor Vídeo Musical    | Indicado  |
| 2010 | 3                                  | Melhor Canção Dance Pop | Indicado  |
| 2013 | Scream & Shout (com will.i.am)     | Melhor Canção Dance Pop | Indicado  |

## Ivor Novello Awards
| Ano  | Recipiente | Categoria                                   | Resultado |
| ---- | ---------- | ------------------------------------------- | --------- |
| 2005 | Toxic      | PRS for Music por Trabalho Mais Reproduzido | Venceu    |

## Japan Gold Disc Awards
| Ano  | Recipiente                         | Categoria                                         | Resultado |
| ---- | ---------------------------------- | ------------------------------------------------- | --------- |
| 2000 | Britney Spears                     | Artista Revelação Internacional do Ano            | Venceu    |
| 2003 | I'm Not a Girl, Not Yet a Woman    | Vídeo Musical Internacional do Ano, Formato Curto | Venceu    |
| 2003 | Britney Spears Live from Las Vegas | Vídeo Musical Internacional do Ano, Formato Longo | Venceu    |
| 2004 | In the Zone                        | Álbum Internacional de Pop/Rock do Ano            | Venceu    |
| 2005 | Greatest Hits: My Prerogative      | Álbum Internacional de Pop/Rock do Ano            | Venceu    |
| 2005 | My Prerogative                     | Vídeo Musical Internacional do Ano, Formato Curto | Venceu    |
| 2005 | Britney Spears: In the Zone        | Vídeo Musical Internacional do Ano, Formato Longo | Venceu    |

## Juno Awards
| Ano  | Recipiente             | Categoria                  | Resultado |
| ---- | ---------------------- | -------------------------- | --------- |
| 2000 | ...Baby One More Time  | Álbum Internacional do Ano | Indicado  |
| 2001 | Oops!...I Did It Again | Álbum Internacional do Ano | Indicado  |
| 2010 | Circus                 | Álbum Internacional do Ano | Indicado  |

## LOS40 Music Awards
| Ano  | Recipiente     | Categoria                    | Resultado |
| ---- | -------------- | ---------------------------- | --------- |
| 2011 | Britney Spears | Melhor Artista Internacional | Indicado  |

## M6 Awards
| Ano  | Recipiente            | Categoria            | Resultado |
| ---- | --------------------- | -------------------- | --------- |
| 1999 | ...Baby One More Time | Melhor Vídeo Musical | Venceu    |

## Mattel&Bandai
| Ano  | Recipiente     | Categoria    | Resultado |
| ---- | -------------- | ------------ | --------- |
| 2002 | Britney Spears | Barbie Award | Venceu    |

## Mnet Asian Music Awards
| Ano  | Recipiente     | Categoria                    | Resultado |
| ---- | -------------- | ---------------------------- | --------- |
| 2000 | Britney Spears | Melhor Artista Internacional | Venceu    |
| 2002 | Britney Spears | Melhor Artista Internacional | Indicado  |

## MTV Awards

### Los Premios MTV Latinoamérica
| Ano  | Recipiente     | Categoria                        | Resultado |
| ---- | -------------- | -------------------------------- | --------- |
| 2002 | Britney Spears | Melhor Artista Pop Internacional | Indicado  |
| 2009 | Britney Spears | Melhor Artista Pop Internacional | Indicado  |
| 2009 | Britney Spears | Melhor Fã-Clube                  | Venceu    |
| 2009 | Womanizer      | Melhor Toque de Celular          | Indicado  |

### MTV Asia Awards
| Ano  | Recipiente          | Categoria                 | Resultado |
| ---- | ------------------- | ------------------------- | --------- |
| 2002 | Britney Spears      | Artista Feminina Favorita | Venceu    |
| 2003 | I Love Rock 'n Roll | Vídeo Favorito            | Indicado  |
| 2005 | Britney Spears      | Artista Feminina Favorita | Indicado  |

### MTV Australia Awards
| Ano  | Recipiente     | Categoria               | Resultado |
| ---- | -------------- | ----------------------- | --------- |
| 2005 | Britney Spears | Melhor Artista Feminina | Indicado  |
| 2005 | Toxic          | Vídeo Mais Sexy         | Indicado  |
| 2005 | Toxic          | Melhor Vídeo Dance      | Indicado  |
| 2009 | Circus         | Melhores Movimentos     | Venceu    |

### MTV Europe Music Awards
| Ano  | Recipiente             | Categoria                         | Resultado |
| ---- | ---------------------- | --------------------------------- | --------- |
| 1999 | ...Baby One More Time  | Melhor Canção                     | Venceu    |
| 1999 | Britney Spears         | Melhor Artista Revelação          | Venceu    |
| 1999 | Britney Spears         | Melhor Artista Pop                | Venceu    |
| 1999 | Britney Spears         | Melhor Artista Feminina           | Venceu    |
| 2000 | Britney Spears         | Melhor Artista Feminina           | Indicado  |
| 2000 | Britney Spears         | Melhor Artista Pop                | Indicado  |
| 2000 | Oops!...I Did It Again | Melhor Canção                     | Indicado  |
| 2001 | Britney Spears         | Melhor Artista Pop                | Indicado  |
| 2002 | Britney Spears         | Melhor Artista Feminina           | Indicado  |
| 2004 | Britney Spears         | Melhor Artista Feminina           | Venceu    |
| 2004 | Britney Spears         | Melhor Artista Pop                | Indicado  |
| 2004 | Toxic                  | Melhor Canção                     | Indicado  |
| 2008 | Britney Spears         | Melhor Artista de Todos os Tempos | Indicado  |
| 2008 | Britney Spears         | Artista do Ano                    | Venceu    |
| 2008 | Blackout               | Álbum do Ano                      | Venceu    |
| 2009 | Circus                 | Melhor Vídeo                      | Indicado  |
| 2011 | Britney Spears         | Melhor Artista Global             | Indicado  |
| 2011 | Britney Spears         | Melhor Artista Pop                | Indicado  |
| 2011 | Britney Spears         | Melhor Artista Norte-Americano    | Venceu    |

### MTV Italian Music Awards
| Ano  | Recipiente     | Categoria               | Resultado |
| ---- | -------------- | ----------------------- | --------- |
| 2006 | Do Somethin'   | Melhor #1 do Ano        | Indicado  |
| 2008 | Gimme More     | Melhor #1 do Ano        | Indicado  |
| 2008 | Britney Spears | Primeira Dama           | Indicado  |
| 2009 | Britney Spears | Primeira Dama           | Indicado  |
| 2009 | Womanizer      | Melhor #1 do Ano        | Indicado  |
| 2011 | Britney Spears | Prêmio Mulher-Maravilha | Indicado  |
| 2015 | Britney Spears | Artist Saga             | Indicado  |
| 2016 | Britney Spears | Artist Saga             | Venceu    |
| 2017 | Britney Spears | Artist Saga             | Indicado  |
| 2017 | Britney Spears | MTV Awards Star         | Indicado  |

### MTV Movie & TV Awards
| Ano  | Recipiente                      | Categoria                   | Resultado |
| ---- | ------------------------------- | --------------------------- | --------- |
| 2002 | Crossroads - Amigas para Sempre | Mais Bem Vestida            | Indicado  |
| 2002 | Crossroads - Amigas para Sempre | Melhor Atriz Revelação      | Indicado  |
| 2021 | Framing Britney Spears          | Melhor Documentário Musical | Indicado  |

### MTVTRL
| Ano  | Recipiente            | Categoria                               | Resultado |
| ---- | --------------------- | --------------------------------------- | --------- |
| 2003 | Britney Spears        | Prêmio de Evolução                      | Indicado  |
| 2003 | Britney Spears        | Prêmio Free Ride                        | Indicado  |
| 2003 | Britney Spears        | Prêmio Gridlock                         | Indicado  |
| 2003 | Britney Spears        | Prêmio Primeira Dama                    | Venceu    |
| 2004 | Britney Spears        | Prêmio Primeira Dama                    | Indicado  |
| 2004 | Britney Spears        | Prêmio Rock The Mic                     | Indicado  |
| 2004 | Britney Spears        | Prêmio Gridlock                         | Venceu    |
| 2008 | Britney Spears        | Rainha do TRL                           | Venceu    |
| 2008 | ...Baby One More Time | Clipes Mais Icônicos de Todos os Tempos | Venceu    |
| 2008 | ...Baby One More Time | Clipe Mais Icônico da História do TRL   | Venceu    |

### MTV Video Music Awards
| Ano  | Recipiente                                                                                              | Categoria                            | Resultado |
| ---- | --- | ------------------------------------ | --------- |
| 1999 | ...Baby One More Time                                                                                   | Escolha da Audiência (Rússia)        | Indicado  |
| 1999 | ...Baby One More Time                                                                                   | Melhor Coreografia                   | Indicado  |
| 1999 | ...Baby One More Time                                                                                   | Melhor Vídeo Feminino                | Indicado  |
| 1999 | ...Baby One More Time                                                                                   | Melhor Vídeo Pop                     | Indicado  |
| 2000 | Oops!...I Did It Again                                                                                  | Melhor Vídeo Pop                     | Indicado  |
| 2000 | Oops!...I Did It Again                                                                                  | Escolha da Audiência (EUA)           | Indicado  |
| 2000 | Oops!...I Did It Again                                                                                  | Melhor Vídeo Feminino                | Indicado  |
| 2000 | (You Drive Me) Crazy                                                                                    | Melhor Vídeo Dance                   | Indicado  |
| 2001 | Stronger                                                                                                | Melhor Vídeo Pop                     | Indicado  |
| 2002 | I'm a Slave 4 U                                                                                         | Melhor Vídeo Feminino                | Indicado  |
| 2002 | I'm a Slave 4 U                                                                                         | Melhor Vídeo Dance                   | Indicado  |
| 2002 | I'm a Slave 4 U                                                                                         | Melhor Coreografia                   | Indicado  |
| 2003 | Boys (com Pharrell Williams) [do filme Austin Powers em O Homem do Membro de Ouro]                      | Melhor Vídeo de um Filme             | Indicado  |
| 2004 | Toxic                                                                                                   | Melhor Vídeo Dance                   | Indicado  |
| 2004 | Toxic                                                                                                   | Melhor Vídeo Feminino                | Indicado  |
| 2004 | Toxic                                                                                                   | Melhor Vídeo Pop                     | Indicado  |
| 2004 | Toxic                                                                                                   | Vídeo do Ano                         | Indicado  |
| 2008 | Piece of Me                                                                                             | Vídeo do Ano                         | Venceu    |
| 2008 | Piece of Me                                                                                             | Melhor Vídeo Feminino                | Venceu    |
| 2008 | Piece of Me                                                                                             | Melhor Vídeo Pop                     | Venceu    |
| 2009 | Womanizer                                                                                               | Melhor Vídeo Pop                     | Venceu    |
| 2009 | Womanizer                                                                                               | Vídeo do Ano                         | Indicado  |
| 2009 | Circus                                                                                                  | Melhor Direção                       | Indicado  |
| 2009 | Circus                                                                                                  | Melhor Edição                        | Indicado  |
| 2009 | Circus                                                                                                  | Melhor Direção de Arte               | Indicado  |
| 2009 | Circus                                                                                                  | Melhor Cinematografia                | Indicado  |
| 2009 | Circus                                                                                                  | Melhor Coreografia                   | Indicado  |
| 2011 | Till the World Ends                                                                                     | Melhor Coreografia                   | Indicado  |
| 2011 | Till the World Ends                                                                                     | Melhor Vídeo Pop                     | Venceu    |
| 2011 | Britney Spears                                                                                          | Michael Jackson Video Vanguard Award | Venceu    |
| 2024 | Britney Spears, Christina Aguilera, Madonna e Missy Elliott - "Like a Virgin" e "Hollywood" (VMAs 2003) | Performance Mais Icônica do VMAs     | Indicado  |

### MTV Video Music Awards Japan
| Ano  | Recipiente                         | Categoria               | Resultado |
| ---- | ---------------------------------- | ----------------------- | --------- |
| 2002 | Britney Spears                     | Melhor Artista Feminina | Indicado  |
| 2002 | Britney Spears                     | Melhor Artista Pop      | Indicado  |
| 2004 | Me Against the Music (com Madonna) | Melhor Colaboração      | Indicado  |
| 2004 | Me Against the Music (com Madonna) | Melhor Vídeo Feminino   | Indicado  |
| 2009 | Womanizer                          | Melhor Vídeo Feminino   | Indicado  |
| 2009 | Womanizer                          | Vídeo do Ano            | Indicado  |

### MTV Video Music Brasil
| Ano  | Recipiente                         | Categoria                    | Resultado |
| ---- | ---------------------------------- | ---------------------------- | --------- |
| 2002 | I'm a Slave 4 U                    | Videoclipe Internacional     | Indicado  |
| 2004 | Me Against the Music (com Madonna) | Videoclipe Internacional     | Indicado  |
| 2005 | Do Somethin'                       | Videoclipe Internacional     | Indicado  |
| 2008 | Britney Spears                     | Artista Internacional do Ano | Indicado  |
| 2009 | Britney Spears                     | Artista Internacional do Ano | Venceu    |
| 2011 | Britney Spears                     | Artista Internacional do Ano | Indicado  |

## MuchMusic Video Awards
| Ano  | Recipiente                     | Categoria                      | Resultado |
| ---- | ------------------------------ | ------------------------------ | --------- |
| 1999 | Britney Spears                 | Artista Internacional Favorita | Venceu    |
| 2000 | Britney Spears                 | Artista Internacional Favorita | Indicado  |
| 2000 | Oops!...I Did It Again         | Melhor Vídeo Internacional     | Indicado  |
| 2004 | Toxic                          | Melhor Vídeo Internacional     | Indicado  |
| 2004 | Britney Spears                 | Artista Internacional Favorita | Indicado  |
| 2009 | Britney Spears                 | Artista Internacional Favorita | Indicado  |
| 2009 | Womanizer                      | Melhor Vídeo Internacional     | Indicado  |
| 2011 | Till the World Ends            | Melhor Vídeo Internacional     | Indicado  |
| 2011 | Britney Spears                 | Artista Internacional Favorita | Indicado  |
| 2013 | Scream & Shout (com will.i.am) | Melhor Vídeo Internacional     | Indicado  |

## Music Choice Awards
| Ano  | Recipiente     | Categoria    | Resultado |
| ---- | -------------- | ------------ | --------- |
| 2016 | Britney Spears | Prêmio Ícone | Venceu    |

## Music Week Awards
| Ano  | Recipiente     | Categoria                             | Resultado |
| ---- | -------------- | ------------------------------------- | --------- |
| 1999 | Britney Spears | Artista que Mais Vendeu Singles no UK | Venceu    |
| 2019 | Britney Spears | Melhor Campanha de Marketing          | Venceu    |

## MVPA Awards
| Ano  | Recipiente                      | Categoria             | Resultado |
| ---- | ------------------------------- | --------------------- | --------- |
| 2002 | I'm Not a Girl, Not Yet a Woman | Melhor Maquiagem      | Venceu    |
| 2003 | Overprotected                   | Melhor Cinematografia | Indicado  |
| 2003 | Overprotected                   | Melhor Coreografia    | Indicado  |
| 2012 | I Wanna Go                      | Melhor Vídeo Pop      | Indicado  |
| 2012 | Till the World Ends             | Melhor Vídeo Pop      | Indicado  |
| 2012 | Till the World Ends             | Melhor Styling        | Venceu    |

## My VH1 Music Awards
| Ano  | Recipiente                       | Categoria                  | Resultado |
| ---- | -------------------------------- | -------------------------- | --------- |
| 2000 | Britney Spears                   | Melhor Rebolado            | Indicado  |
| 2000 | Britney Spears                   | Melhor Espetáculo no Palco | Indicado  |
| 2000 | Oops!...I Did It Again           | Melhor Álbum               | Indicado  |
| 2001 | Britney Spears                   | Navel Academy              | Venceu    |
| 2001 | What's Going On                  | Melhor Trabalho em Equipe  | Venceu    |
| 2001 | Don't Let Me Be the Last to Know | Vídeo Mais Sensual         | Indicado  |

## Myx Music Awards
| Ano  | Recipiente | Categoria                    | Resultado |
| ---- | ---------- | ---------------------------- | --------- |
| 2009 | Womanizer  | Vídeo Internacional Favorito | Indicado  |

## National Music Publishers' Association
| Ano  | Recipiente              | Categoria      | Resultado |
| ---- | ----------------------- | -------------- | --------- |
| 2013 | Gimme More              | Prêmio Platina | Venceu    |
| 2018 | Work Bitch              | Prêmio Platina | Venceu    |
| 2018 | Make Me... (com G-Eazy) | Prêmio Platina | Venceu    |
| 2018 | Everytime               | Prêmio Ouro    | Venceu    |

## Neil Bogart Memorial Fund
| Ano  | Recipiente                | Categoria            | Resultado |
| ---- | ------------------------- | -------------------- | --------- |
| 2002 | Britney Spears Foundation | Escolha das Crianças | Venceu    |

## NewNowNext Awards
| Ano  | Recipiente     | Categoria                      | Resultado |
| ---- | -------------- | ------------------------------ | --------- |
| 2009 | Britney Spears | Always Next, Forever Now Award | Venceu    |

## Nickelodeon Kids' Choice Awards
| Ano  | Recipiente                       | Categoria                 | Resultado |
| ---- | -------------------------------- | ------------------------- | --------- |
| 2000 | (You Drive Me) Crazy             | Canção Favorita           | Indicado  |
| 2000 | Britney Spears                   | Cantora Feminina Favorita | Venceu    |
| 2001 | Britney Spears                   | Cantora Feminina Favorita | Venceu    |
| 2001 | Oops!...I Did It Again           | Canção Favorita           | Indicado  |
| 2002 | Don't Let Me Be the Last to Know | Canção Favorita           | Indicado  |
| 2002 | Britney Spears                   | Cantora Feminina Favorita | Indicado  |
| 2003 | Britney Spears                   | Cantora Feminina Favorita | Indicado  |
| 2005 | Toxic                            | Canção Favorita           | Indicado  |

## NME Awards
| Ano  | Recipiente     | Categoria      | Resultado |
| ---- | -------------- | -------------- | --------- |
| 2002 | Britney Spears | Melhor Ato Pop | Indicado  |

## Now! Awards
| Ano  | Recipiente            | Categoria                         | Resultado |
| ---- | --------------------- | --------------------------------- | --------- |
| 2018 | ...Baby One More Time | Melhor Canção dos Anos 90         | Venceu    |
| 2018 | ...Baby One More Time | Melhor Canção dos Últimos 35 Anos | Venceu    |
| 2018 | Britney Spears        | Melhor Artista Feminina           | Venceu    |

## NRJ Music Awards
| Ano  | Recipiente                      | Categoria                             | Resultado |
| ---- | ------------------------------- | ------------------------------------- | --------- |
| 2001 | Britney Spears                  | Artista Feminina Internacional do Ano | Indicado  |
| 2001 | Oops!...I Did It Again          | Álbum Internacional do Ano            | Indicado  |
| 2004 | www.britneyspears.com           | Melhor Website Musical                | Indicado  |
| 2005 | Britney Spears                  | Artista Feminina Internacional do Ano | Indicado  |
| 2005 | Toxic                           | Vídeo do Ano                          | Indicado  |
| 2008 | Blackout                        | Álbum Internacional do Ano            | Venceu    |
| 2009 | Womanizer                       | Vídeo do Ano                          | Venceu    |
| 2009 | Britney Spears                  | Artista Feminina Internacional do Ano | Venceu    |
| 2012 | Britney Spears                  | Artista Feminina Internacional do Ano | Indicado  |
| 2022 | Hold Me Closer (com Elton John) | Colaboração Internacional do Ano      | Indicado  |

## Outer Critics Circle Awards
| Ano  | Recipiente | Categoria                   | Resultado |
| ---- | ---------- | --------------------------- | --------- |
| 1992 | Ruthless!  | Melhor Musical Off-Broadway | Indicado  |

## People's Choice Awards
| Ano  | Recipiente                          | Categoria                                    | Resultado |
| ---- | ----------------------------------- | -------------------------------------------- | --------- |
| 2000 | Britney Spears                      | Artista Feminina Favorita                    | Indicado  |
| 2001 | Britney Spears                      | Artista Feminina Favorita                    | Indicado  |
| 2002 | Britney Spears                      | Artista Feminina Favorita                    | Indicado  |
| 2009 | How I Met Your Mother               | Estrela Convidada que Roubou a Cena Favorita | Indicado  |
| 2010 | Britney Spears                      | Artista Pop Favorita                         | Indicado  |
| 2010 | Britney Spears                      | Artista Feminina Favorita                    | Indicado  |
| 2011 | Glee                                | Estrela Convidada Favorita em TV             | Indicado  |
| 2012 | Femme Fatale                        | Álbum Favorito                               | Indicado  |
| 2013 | The X Factor                        | Celebridade Jurada Favorita                  | Indicado  |
| 2014 | Britney Spears                      | Fãs Favoritos                                | Indicado  |
| 2014 | Britney Spears                      | Artista Feminina Favorita                    | Indicado  |
| 2014 | Britney Spears                      | Artista Pop Favorita                         | Venceu    |
| 2016 | Britney Spears                      | Celebridade Favorita das Redes Sociais       | Venceu    |
| 2017 | Britney Spears                      | Celebridade Favorita das Redes Sociais       | Venceu    |
| 2017 | Britney Spears                      | Artista Feminina Favorita                    | Venceu    |
| 2017 | Britney Spears                      | Artista Pop Favorita                         | Venceu    |
| 2017 | Mall Mischief (com Ellen DeGeneres) | Colaboração de Comédia Favorita              | Venceu    |
| 2018 | Piece of Me Tour                    | Turnê do Ano                                 | Indicado  |
| 2020 | Britney Spears                      | Celebridade das Redes Sociais                | Indicado  |
| 2021 | Britney Spears                      | Celebridade das Redes Sociais                | Venceu    |
| 2022 | Hold Me Closer (com Elton John)     | Canção de Colaboração do Ano                 | Indicado  |
| 2024 | Britney Spears                      | Celebridade das Redes Sociais                | Indicado  |

## PepsiCo
| Ano  | Recipiente     | Categoria                                       | Resultado |
| ---- | -------------- | ----------------------------------------------- | --------- |
| 2001 | Britney Spears | Escolha da Audiência de Melhor Artista Feminina | Venceu    |

## Pollstar Awards
| Ano  | Recipiente                         | Categoria                       | Resultado |
| ---- | ---------------------------------- | ------------------------------- | --------- |
| 1999 | ...Baby One More Time Tour         | Melhor Turnê de Novo Artista    | Indicado  |
| 2002 | Dream Within a Dream Tour          | Produção de Palco Mais Criativa | Indicado  |
| 2009 | The Circus Starring Britney Spears | Produção de Palco Mais Criativa | Indicado  |

## Popcorn Magazine
| Ano  | Recipiente     | Categoria               | Resultado |
| ---- | -------------- | ----------------------- | --------- |
| 1999 | Britney Spears | Melhor Cantora Feminina | Venceu    |

## Premios Odeón
| Ano  | Recipiente     | Categoria                      | Resultado |
| ---- | -------------- | ------------------------------ | --------- |
| 1999 | Britney Spears | Melhor Revelação Internacional | Venceu    |

## Premios Oye!
| Ano  | Recipiente  | Categoria               | Resultado |
| ---- | ----------- | ----------------------- | --------- |
| 2004 | Toxic       | Canção em Inglês do Ano | Indicado  |
| 2004 | In the Zone | Álbum em Inglês do Ano  | Indicado  |
| 2009 | Circus      | Álbum em Inglês do Ano  | Indicado  |
| 2009 | Womanizer   | Canção em Inglês do Ano | Indicado  |

## Radio Disney Music Awards
| Ano  | Recipiente     | Categoria                       | Resultado |
| ---- | -------------- | ------------------------------- | --------- |
| 2001 | Britney Spears | Melhor Artista Feminina         | Indicado  |
| 2002 | Britney Spears | Melhor Artista Feminina         | Indicado  |
| 2014 | Ooh La La      | Melhor Música de Filme ou TV    | Indicado  |
| 2014 | Ooh La La      | Melhor Música que Te Faz Sorrir | Venceu    |
| 2017 | Britney Spears | Prêmio Ícone                    | Venceu    |

## Rennbahn Express Awards
| Ano  | Recipiente            | Categoria               | Resultado |
| ---- | --------------------- | ----------------------- | --------- |
| 1999 | ...Baby One More Time | Canção do Ano           | Indicado  |
| 1999 | Britney Spears        | Revelação do Ano        | Venceu    |
| 1999 | Britney Spears        | Cantora Feminina do Ano | Venceu    |
| 1999 | Britney Spears        | Estrela do Ano          | Venceu    |

## Rock and Roll Hall of Fame
| Ano  | Recipiente | Categoria                    | Resultado |
| ---- | ---------- | ---------------------------- | --------- |
| 2012 | Blackout   | Introdução ao Acervo Musical | Venceu    |

## Rockbjörnen
| Ano  | Recipiente     | Categoria                  | Resultado |
| ---- | -------------- | -------------------------- | --------- |
| 1999 | Britney Spears | Artista Estrangeira do Ano | Venceu    |
| 2008 | Britney Spears | Artista Estrangeira do Ano | Indicado  |

## Shorty Awards
| Ano  | Recipiente     | Categoria | Resultado |
| ---- | -------------- | --------- | --------- |
| 2017 | Britney Spears | Música    | Indicado  |

## Silver State Awards
| Ano  | Recipiente     | Categoria          | Resultado |
| ---- | -------------- | ------------------ | --------- |
| 2016 | Britney Spears | Entertainer do Ano | Venceu    |

## Smash Hits Poll Winners Party
| Ano  | Recipiente             | Categoria                       | Resultado |
| ---- | ---------------------- | ------------------------------- | --------- |
| 1999 | Britney Spears         | Melhor Revelação                | Indicado  |
| 1999 | Britney Spears         | Melhor Estrela Solo Feminina    | Venceu    |
| 1999 | Britney Spears         | Mulher Mais Desejada do Planeta | Venceu    |
| 1999 | Britney Spears         | Estrela Mais Bem Vestida        | Venceu    |
| 1999 | Britney Spears         | Melhor Corte de Cabelo          | Venceu    |
| 1999 | Britney Spears         | Melhor Dançarina no Pop         | Venceu    |
| 2000 | Britney Spears         | Melhor Dançarina no Pop         | Venceu    |
| 2000 | Britney Spears         | Estrela Mais Bem Vestida        | Venceu    |
| 2000 | Britney Spears         | Mulher Mais Desejada do Planeta | Venceu    |
| 2000 | Britney Spears         | Melhor Estrela Solo Feminina    | Venceu    |
| 2000 | Britney Spears         | Heroína do Ano                  | Indicado  |
| 2000 | Britney Spears         | Melhor Corte de Cabelo          | Indicado  |
| 2000 | Britney Spears         | Pior Cantora Feminina           | Indicado  |
| 2000 | Britney Spears         | Estrela Mais Mal Vestida        | Indicado  |
| 2000 | Oops!...I Did It Again | Melhor Música                   | Indicado  |
| 2000 | Lucky                  | Melhor Música                   | Indicado  |
| 2000 | Lucky                  | Melhor Vídeo                    | Indicado  |
| 2000 | Lucky                  | Pior Música                     | Indicado  |
| 2000 | Lucky                  | Pior Vídeo                      | Indicado  |
| 2000 | Oops!...I Did It Again | Melhor Álbum                    | Indicado  |
| 2000 | Oops!...I Did It Again | Pior Álbum                      | Indicado  |
| 2001 | Britney Spears         | Melhor Estrela Solo Feminina    | Venceu    |
| 2002 | Britney Spears         | Melhor Estrela Solo Feminina    | Indicado  |
| 2002 | Britney Spears         | Melhor Artista Internacional    | Indicado  |
| 2002 | Britney Spears         | Mulher Mais Desejada do Planeta | Indicado  |
| 2004 | Britney Spears         | Mulher Mais Desejada do Planeta | Indicado  |
| 2004 | Britney Spears         | Melhor Artista Solo             | Indicado  |
| 2004 | Britney Spears         | Estrela Mais Mal Vestida        | Indicado  |
| 2004 | Toxic                  | Toque de Celular Favorito       | Indicado  |
| 2005 | Britney Spears         | Flop Mop                        | Indicado  |
| 2005 | Britney Spears         | Estrela Mais Mal Vestida        | Venceu    |
| 2005 | Britney Spears         | Hall da Fama                    | Venceu    |

## TCL Chinese Theatre
| Ano  | Recipiente     | Categoria                        | Resultado |
| ---- | -------------- | -------------------------------- | --------- |
| 2012 | Britney Spears | Introdução ao Pátio das Estrelas | Venceu    |

## Teen Choice Awards
| Ano  | Recipiente                         | Categoria                                     | Resultado |
| ---- | ---------------------------------- | --------------------------------------------- | --------- |
| 1999 | ...Baby One More Time              | Escolha de Álbum Musical                      | Indicado  |
| 1999 | ...Baby One More Time              | Escolha de Vídeo Musical                      | Indicado  |
| 1999 | ...Baby One More Time              | Escolha de Single Musical                     | Venceu    |
| 1999 | Britney Spears                     | Escolha de Artista Revelação                  | Indicado  |
| 1999 | Britney Spears                     | Escolha de Artista Feminina                   | Indicado  |
| 1999 | Britney Spears                     | Escolha de Hottie Feminina                    | Indicado  |
| 2000 | Britney Spears                     | Escolha de Hottie Feminina                    | Venceu    |
| 2000 | Britney Spears                     | Escolha de Artista Feminina                   | Venceu    |
| 2000 | From the Bottom of My Broken Heart | Escolha de Canção de Amor                     | Indicado  |
| 2000 | Oops!...I Did It Again             | Escolha de Álbum Musical                      | Indicado  |
| 2000 | Oops!...I Did It Again             | Escolha de Canção do Verão                    | Indicado  |
| 2000 | Oops!...I Did It Again             | Escolha de Vídeo Musical                      | Indicado  |
| 2000 | Oops!...I Did It Again             | Escolha de Single Musical                     | Indicado  |
| 2001 | Stronger                           | Escolha de Single Musical                     | Indicado  |
| 2001 | Britney Spears                     | Escolha de Hottie Feminina                    | Indicado  |
| 2001 | Britney Spears                     | Escolha de Artista Feminina                   | Venceu    |
| 2002 | Britney Spears                     | Escolha de Artista Feminina                   | Venceu    |
| 2002 | Britney Spears                     | Escolha de Hottie Feminina                    | Venceu    |
| 2002 | I'm a Slave 4 U                    | Escolha de Single Musical                     | Indicado  |
| 2002 | Crossroads - Amigas para Sempre    | Escolha de Atriz Revelação                    | Indicado  |
| 2002 | Crossroads - Amigas para Sempre    | Escolha de Atriz de Filme: Drama              | Indicado  |
| 2002 | Crossroads - Amigas para Sempre    | Escolha de Química em Filme (com Anson Mount) | Indicado  |
| 2003 | Britney Spears                     | Escolha de Ícone Fashion                      | Indicado  |
| 2003 | Britney Spears                     | Escolha de Hottie Feminina                    | Indicado  |
| 2004 | Britney Spears                     | Escolha de Hottie Feminina                    | Indicado  |
| 2004 | Britney Spears                     | Escolha de Artista Feminina                   | Indicado  |
| 2004 | The Onyx Hotel Tour                | Escolha de Turnê Musical                      | Indicado  |
| 2004 | Everytime                          | Escolha de Canção de Amor                     | Indicado  |
| 2004 | Me Against the Music (com Madonna) | Escolha de Colaboração                        | Indicado  |
| 2004 | Toxic                              | Escolha de Single Musical                     | Venceu    |
| 2005 | Britney Spears                     | Escolha de Artista Feminina                   | Indicado  |
| 2005 | Britney and Kevin: Chaotic         | Escolha de Reality Show                       | Indicado  |
| 2005 | Britney and Kevin: Chaotic         | Escolha de Personalidade Feminina na TV       | Indicado  |
| 2007 | Britney Spears Raspa a Cabeça      | Escolha de Momento Chocante                   | Venceu    |
| 2008 | Britney Spears                     | Escolha de Fãs Fanáticos                      | Indicado  |
| 2008 | Britney Spears                     | Escolha de Artista Feminina                   | Indicado  |
| 2009 | Britney Spears                     | Escolha de Artista Feminina                   | Indicado  |
| 2009 | Britney Spears                     | Ultimate Choice Award                         | Venceu    |
| 2009 | Circus                             | Escolha de Single Musical                     | Indicado  |
| 2009 | The Circus Starring Britney Spears | Escolha de Turnê Musical                      | Indicado  |
| 2011 | Britney Spears                     | Escolha de Artista Feminina do Verão          | Indicado  |
| 2014 | Britney Spears                     | Escolha de Rainha das Redes Sociais           | Indicado  |
| 2015 | Britney Spears                     | Candie's Choice Style Icon Award              | Venceu    |
| 2015 | Pretty Girls (com Iggy Azalea)     | Escolha de Single Musical de Artista Feminina | Indicado  |
| 2015 | Pretty Girls (com Iggy Azalea)     | Escolha de Colaboração                        | Indicado  |
| 2016 | Britney Spears                     | Escolha de Rainha das Redes Sociais           | Indicado  |
| 2016 | Britney Spears                     | Escolha de Twitter                            | Indicado  |
| 2016 | Britney Spears                     | Escolha de Instagram                          | Indicado  |

## The Record of the Year
| Ano  | Recipiente            | Categoria       | Resultado |
| ---- | --------------------- | --------------- | --------- |
| 1999 | ...Baby One More Time | Gravação do Ano | Venceu    |

## The Silicon CDDB Awards
| Ano  | Recipiente            | Categoria                          | Resultado |
| ---- | --------------------- | ---------------------------------- | --------- |
| 1999 | ...Baby One More Time | Single Mais Tocado em Computadores | Venceu    |

## The Sun
| Ano  | Recipiente     | Categoria     | Resultado |
| ---- | -------------- | ------------- | --------- |
| 2016 | Britney Spears | Mulher do Ano | Venceu    |

## TIME
| Ano  | Recipiente     | Categoria                                             | Resultado |
| ---- | -------------- | ----------------------------------------------------- | --------- |
| 2021 | Britney Spears | 100 Pessoas Mais Influentes do Mundo - Seção Ícones   | Venceu    |
| 2021 | Britney Spears | Pessoa Mais Influente do Mundo - Escolha dos Leitores | Venceu    |

## TMF Awards - Bélgica
| Ano  | Recipiente     | Categoria                             | Resultado |
| ---- | -------------- | ------------------------------------- | --------- |
| 2000 | Britney Spears | Melhor Artista Feminina Internacional | Venceu    |
| 2005 | Britney Spears | Melhor Artista Feminina Internacional | Indicado  |
| 2009 | Britney Spears | Melhor Artista Feminina Internacional | Venceu    |
| 2009 | Britney Spears | Melhor Ato Pop Internacional          | Venceu    |
| 2009 | Britney Spears | Melhor Ato Ao Vivo Internacional      | Venceu    |

## TMF Awards - Holanda
| Ano  | Recipiente     | Categoria                             | Resultado |
| ---- | -------------- | ------------------------------------- | --------- |
| 1999 | Britney Spears | Melhor Revelação Internacional        | Venceu    |
| 2000 | Britney Spears | Melhor Artista Feminina Internacional | Venceu    |

## Variety
| Ano  | Recipiente     | Categoria                         | Resultado |
| ---- | -------------- | --------------------------------- | --------- |
| 2014 | Britney Spears | Entertainer de Bilhões de Dólares | Venceu    |

## VES Awards
| Ano  | Recipiente | Categoria                                    | Resultado |
| ---- | ---------- | -------------------------------------------- | --------- |
| 2005 | Toxic      | Melhores Efeitos Visuais em um Vídeo Musical | Venceu    |

## Vevo Certified Awards
| Ano  | Recipiente                      | Categoria                            | Resultado |
| ---- | ------------------------------- | ------------------------------------ | --------- |
| 2012 | Till the World Ends             | Mais de 100 Milhões de Visualizações | Venceu    |
| 2012 | I Wanna Go                      | Mais de 100 Milhões de Visualizações | Venceu    |
| 2013 | Scream & Shout (com will.i.am)  | Mais de 100 Milhões de Visualizações | Venceu    |
| 2013 | Womanizer                       | Mais de 100 Milhões de Visualizações | Venceu    |
| 2014 | Work Bitch                      | Mais de 100 Milhões de Visualizações | Venceu    |
| 2014 | ...Baby One More Time           | Mais de 100 Milhões de Visualizações | Venceu    |
| 2014 | Toxic                           | Mais de 100 Milhões de Visualizações | Venceu    |
| 2014 | Circus                          | Mais de 100 Milhões de Visualizações | Venceu    |
| 2015 | Hold It Against Me              | Mais de 100 Milhões de Visualizações | Venceu    |
| 2015 | Gimme More                      | Mais de 100 Milhões de Visualizações | Venceu    |
| 2015 | Pretty Girls (com Iggy Azalea)  | Mais de 100 Milhões de Visualizações | Venceu    |
| 2016 | Oops!...I Did It Again          | Mais de 100 Milhões de Visualizações | Venceu    |
| 2017 | Piece of Me                     | Mais de 100 Milhões de Visualizações | Venceu    |
| 2018 | I'm a Slave 4 U                 | Mais de 100 Milhões de Visualizações | Venceu    |
| 2018 | Sometimes                       | Mais de 100 Milhões de Visualizações | Venceu    |
| 2018 | Everytime                       | Mais de 100 Milhões de Visualizações | Venceu    |
| 2018 | Ooh La La                       | Mais de 100 Milhões de Visualizações | Venceu    |
| 2018 | (You Drive Me) Crazy            | Mais de 100 Milhões de Visualizações | Venceu    |
| 2019 | Criminal                        | Mais de 100 Milhões de Visualizações | Venceu    |
| 2019 | I'm Not a Girl, Not Yet a Woman | Mais de 100 Milhões de Visualizações | Venceu    |
| 2020 | Lucky                           | Mais de 100 Milhões de Visualizações | Venceu    |
| 2020 | Stronger                        | Mais de 100 Milhões de Visualizações | Venceu    |
| 2020 | Overprotected                   | Mais de 100 Milhões de Visualizações | Venceu    |
| 2020 | If U Seek Amy                   | Mais de 100 Milhões de Visualizações | Venceu    |
| 2021 | 3                               | Mais de 100 Milhões de Visualizações | Venceu    |
| 2022 | Slumber Party (com Tinashe)     | Mais de 100 Milhões de Visualizações | Venceu    |
| 2023 | Radar                           | Mais de 100 Milhões de Visualizações | Venceu    |
| 2024 | Break the Ice                   | Mais de 100 Milhões de Visualizações | Venceu    |
| 2024 | Born to Make You Happy          | Mais de 100 Milhões de Visualizações | Venceu    |

## VH1 Big In Awards
| Ano  | Recipiente     | Categoria    | Resultado |
| ---- | -------------- | ------------ | --------- |
| 2006 | Britney Spears | Grande Mamãe | Venceu    |

## VIVA Comet Awards
| Ano  | Recipiente     | Categoria                      | Resultado |
| ---- | -------------- | ------------------------------ | --------- |
| 1999 | Britney Spears | Melhor Revelação Internacional | Venceu    |
| 2000 | Britney Spears | Melhor Artista Internacional   | Venceu    |
| 2004 | Britney Spears | Melhor Artista Internacional   | Indicado  |
| 2004 | Toxic          | Melhor Vídeo Internacional     | Indicado  |
| 2008 | Britney Spears | Rainha do Pop do Ano           | Venceu    |

## World Music Awards
| Ano  | Recipiente                     | Categoria                                     | Resultado |
| ---- | ------------------------------ | --------------------------------------------- | --------- |
| 2000 | Britney Spears                 | Artista Dance que Mais Vendeu no Mundo        | Venceu    |
| 2000 | Britney Spears                 | Artista Pop Feminina que Mais Vendeu no Mundo | Venceu    |
| 2001 | Britney Spears                 | Artista Pop Feminina que Mais Vendeu no Mundo | Venceu    |
| 2002 | Britney Spears                 | Artista Pop Feminina que Mais Vendeu no Mundo | Indicado  |
| 2014 | Britney Spears                 | Melhor Artista Feminina do Mundo              | Indicado  |
| 2014 | Britney Spears                 | Melhor Entertainer do Mundo do Ano            | Indicado  |
| 2014 | Britney Spears                 | Melhor Ato ao Vivo do Mundo                   | Indicado  |
| 2014 | Britney Spears                 | Melhores Fãs do Mundo                         | Venceu    |
| 2014 | Britney Jean                   | Melhor Álbum do Mundo                         | Indicado  |
| 2014 | Ooh La La                      | Melhor Vídeo do Mundo                         | Indicado  |
| 2014 | Scream & Shout (com will.i.am) | Melhor Vídeo do Mundo                         | Indicado  |
| 2014 | Work Bitch                     | Melhor Vídeo do Mundo                         | Indicado  |
| 2014 | Perfume                        | Melhor Vídeo do Mundo                         | Indicado  |
| 2014 | Perfume                        | Melhor Música do Mundo                        | Indicado  |
| 2014 | Ooh La La                      | Melhor Música do Mundo                        | Indicado  |
| 2014 | Work Bitch                     | Melhor Música do Mundo                        | Indicado  |
| 2014 | Scream & Shout (com will.i.am) | Melhor Música do Mundo                        | Indicado  |

## YoungStar Awards
| Ano  | Recipiente     | Categoria                             | Resultado |
| ---- | -------------- | ------------------------------------- | --------- |
| 1999 | Britney Spears | Melhor Jovem Artista ou Grupo Musical | Venceu    |

## Zamu Music Awards
| Ano  | Recipiente     | Categoria                    | Resultado |
| ---- | -------------- | ---------------------------- | --------- |
| 2002 | Britney Spears | Melhor Artista Internacional | Venceu    |